# マルセル・ブロータス

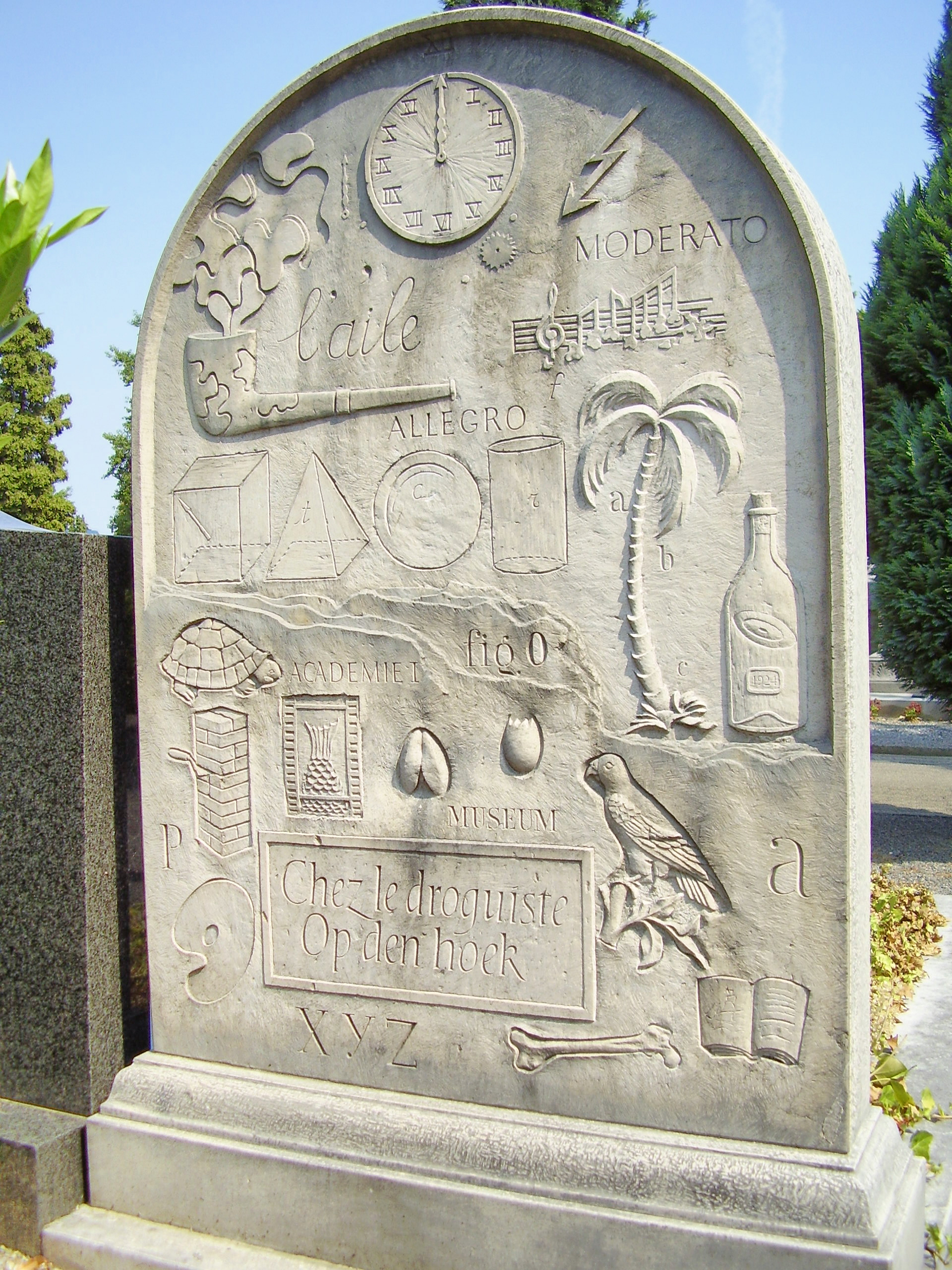
ブロータスの墓, Ixelles Cemetery

マルセル・ブロータス（Marcel Broodthaers、1924年1月28日 – 1976年1月28日）は、ベルギーの詩人、映像作家、美術家。高い文才を持ち、しばしば機知に富んだ手法で美術作品を作った。 

## 生涯
ブロータスはベルギー・ブリュッセル近郊のサン＝ジルで生まれた。そこで彼は「革命的シュルレアリスムグループ」に1945年から参加し、そしてジャーナリズム、映画、詩に手を出した。その後20年間を貧困の中、詩に取り組んだ。
1963年の終わりに彼は美術家になることに決め、作品を作り始めた。 
彼は、売れ残った自分の詩集「汚い思考 Pense-Bête」50冊を石膏に埋め込むという象徴的な行為をして、最初の作品を作った。同年の1964年、初めての展覧会のカタログに、有名な序文を彼は書いた。

「私は、何かが売れて、人生に成功できないかどうか、散々思案した。長い間、私は何もうまくいかなかった。私は40歳になり、とうとう適当に何かをでっち上げるアイデアが浮かび、すぐにとりかかった。3ヵ月後、私は出来上がったものをサン・ローラン画廊のオーナー、フィリップ・エドゥアール・トゥサンに見せた。彼は『しかし、こいつは芸術だよ。』、そして、『それなら、うちでこいつを全部展示しよう。』と言った。『いいとも。』私は返答した。
もし、何かが売れればギャラリー側は30％を受け取る。いくつかのギャラリーの条件は普通75％のようだ。こいつは何なのか？それは実際、作品だった。」

ブロータスは1957年に最初の映像をつくり、1967年から彼はドキュメンタリーや物語、実験的なスタイルの50を超える短編映画を製作した。
その後、ブロータスは主に、しばしばテキストを含んだレディ・メイドの寄せ集めや、コラージュを製作した。彼は書かれた言葉を彼の作品に取り入れ、さらに家具、衣服、園芸用品、家庭用品や美術品の複製だけでなく、よく知られている卵の殻やカラスガイの殻など、手元にあったものは素材は何でも使った。
「視覚の塔 Visual Tower」（1966年）では、ブロータスは木製の七層の円形の棚をつくり、それぞれの層いっぱいにを同じ形のガラス瓶を並べた。すべての瓶の中には同じ写真が入れてあり、それは雑誌からとってきた若い美しい女の目の写真だった。「貝殻に覆われた面 Surface of mussels (with bag)」 (1966)では、彼は正方形のパネル一面にムール貝の殻を樹脂で貼り付けた。1974年、この作品の中央に、目立たないように作られた金属製フックを付け加えて、ムール貝の殻におおわれたショッピングバッグを引っ掛けられるようにした。
1968年から1975年まで、ブロータスは　まさに美術館の概念を再構築する大規模な作品を制作した。その中でも特筆すべき仕事は彼のブリュッセルの家で始まったインスタレーション'「現代鷲美術館 Musée d'Art Moderne, Départment des Aigles」（1968年）である。このインスタレーションは、このあと、1970年のデュッセルドルフ市立美術館と1972年のカッセルでの第5回ドクメンタの展示を含む、11回発表された。
1970年にブロータスは、その（現代鷲美術館）”財務課”をつくり、”破産のため”に美術館を売却しようと計画した。その売却計画は、1971年のケルンアートフェアのカタログのカバーで告知された。しかし、買い手は誰も見つからなかった。財務課の一環、また芸術家として、力と勝利を表すシンボルのワシがあしらわれた美術館の紋章を刻印した金塊を限定数無しで生産した。その金塊は資金調達のために美術館に売られた。その高い値段は、延べ棒のアートとしての価値ではなく金の市場価格があがることを見越して、上乗せされて設定されていた。
1975年、ブロータスはパリのフランス国立近代美術館にて、それぞれの部屋が色の名前を持つ展覧会 "ドーミエの鐘 L’Angelus de Daumier" を開催した。 
「白の部屋 La Salle Blanche」では、ブリュッセルにあるブロータスの部屋を実物大で再現し、家具の置かれていない部屋のむきだしの板壁は―「美術館」「画廊」「油」「主題」「構成」「像」「特権」―などのフランス語の言葉で覆われ、それらはすべて、「世界を知覚することにおいての言語の影響力及び美術館が美術の生産と消費に影響を与える方法」について考察することを意図していた。このような仕事のため、美術作品、作家、美術館との間の相互関係に対する制度批判が注目されたのと同様に、彼は20世紀後半に世界中に広がったインスタレーション・アートと関連付けられた。1969年終わりから、ブロータスはデュッセルドルフ、ベルリン、最後にロンドンに拠点を移した。 彼は52歳の誕生日に、肝不全のためドイツ、ケルンにて死去した。彼はブリュッセルのイクセル墓地の自らがデザインした墓石の下に埋葬された。

## 展覧会
1980年、ロンドンのテート・ギャラリーによって「マルセル・ブロータス」展が開催される。その他の重要なブロータース作品の回顧展は、ウォーカー・アート・センター（1989年）、ロサンゼルス現代美術館（1989年）、カーネギー美術館（ピッツバーグ 1989年）、ジュ・ドゥ・ポーム（パリ 1991年）、パレ・デ・ボザール（ブリュッセル 2000年）で催された。映像作品の重要な個展「マルセル・ブロータス：映画」が1997年、アントニ・タピエス美術館（バルセロナ）、ガリシア現代美術センター（サンディアゴ）、デュッセルドルフ市立美術館で行われた。
カッセルドクメンタ10、7、5（1997年、1982年、1972年）を含む、多くの有名な国際展に出品されている。

## 文献
- Buchloh, Benjamin (ed.): Broodthaers. Writings, Interviews, Photographs, Cambridge, Massachusetts, London: 1988
- Borgemeister, Rainer: Marcel Broodthaers traversant. Versuch einer Werkmonographie, Bochum: 1996
- Dickhoff, Wilfried (ed.), Marcel Broodthaers. Interviews & Dialoge 1946–1976, Cologne: 1994
- Dickhoff, Wilfried (ed.), Marcel Broodthaers, Tinaia Box Nr. 9, Cologne: 1994
- Folie, Sabine, Mackert, Gabriele (ed.), Marcel Broodthaers. Poe(l)itique, Kunsthalle Wien (cat.)
- Hakkens, Anna (ed.), Marcel Broodthaers par lui-même, Gent: 1999
- Rosalind Krauss: »A Voyage on the North Sea«, Zürich/Berlin: diaphanes, 2008, ISBN 978-3-03734-003-5.
- Zwirner, Dorothea: Marcel Broodthaers, Cologne: 1997
- MARCEL BROODTHAERS, The Living Mirror Valery Oişteanu writes about Broodthaers for The Brooklyn Rail, published in October 2010

## 参照
1. ↑  Oxford Art Online; Essay on Broodthaers by Michael Compton
2. 1 2  Marcel Broodthaers Tate.
3. ↑  quoted in Marcel Broodthaers, Tate Gallery, 1980 p.13
4. ↑  Broodthaers Tate.
5. ↑  The Films of Marcel Broodthaers: Between Art History and Film Studies, May 15, 2010 University of Chicago.
6. 1 2  Suzanne Muchnich (July 18, 1989), Sincerely Insincere Los Angeles Times.
7. 1 2  John Russell (April 23, 1989), An Antic, Insubordinate Performer Babel? New York Times.
8. ↑  Souren Melikian (June 28, 2012), Modern Blue Chips Avert Downturn New York Times.
9. ↑  Marcel Broodthaers, Surface de moules (avec sac) (Surface of mussels (with bag)) (1966) Christie's Post-War and Contemporary Art Evening Auction, 27 June 2012, London.
10. ↑  Marcel Broodthaers, Musée d'Art Moderne, Département des Aigles, Section Financière (Museum of Modern Art, Department of Eagles, Financial Section) (1970-1971) Museum of Modern Art, New York.
11. ↑  Marcel Broodthaers, La Salle blanche (1975) MACBA, Barcelona.
12. ↑  Michael Brenson (June 15, 1984), For Jean Cocteau, Word Was Multifarious New York Times.
13. ↑  Marcel Broodthaers: SECTION CINÉMA, September 9 - October 16, 2010 Marian Goodman Gallery, New York/Paris.